# León (Messico)
León, ufficialmente León de los Aldama, è una città di 1 578 626 abitanti del Messico, capoluogo del municipio omonimo, nello stato del Guanajuato, di cui è il centro più popoloso. È la quarta città messicana per popolazione e tra le cinque maggiori città del Messico, insieme alla capitale, Guadalajara, Monterrey e Puebla, nonché il principale centro della regione del Bajío.
Fondata il 20 gennaio 1576, sorge a 384 km dalla capitale Città del Messico ed è il polo principale di una vasta area metropolitana (comprendente anche Silao de la Victoria, San Francisco del Rincón, Purísima del Rincón) che risulta, per popolazione, la settima del paese e la prima della regione del Bajío, con poco più di 2 115 000 abitanti.
È conosciuta anche come "la perla" e la "capitale mondiale della calzatura". Dagli anni '40 del XIX secolo l'economia della città ruota, infatti, attorno alla catena di produzione di pelletteria e calzature, sebbene all'inizio del XXI secolo si sia orientata verso il settore dei servizi e dell'industria automobilistica. Altre vocazioni economiche di León, consolidatesi negli anni, sono l'assistenza sanitaria e la diagnosi altamente specializzate, l'istruzione superiore e la ricerca, nonché il turismo d'affari. Pertanto, pur non essendo la capitale politica dello stato, ne è considerata la capitale economica, sociale, commerciale e dei servizi.

## Storia
La città fu fondata il 20 gennaio 1576 da Martín Enríquez de Almansa con il nome di Villa de León e assunse l'attuale denominazione nel 1830 in onore dei fratelli Ignacio e Juan Aldama, che parteciparono alla guerra d'indipendenza messicana.
Nel 1580 il centro fu elevato alla categoria di comune separato da Guanajuato, con giurisdizione sull'attuale territorio comunale.
Nel giugno 1830 fu ufficialmente adottato il nome di León de los Aldama. Durante le sommosse per l'indipendenza del Messico, la città ha sofferto economicamente, socialmente e politicamente. Quando le miniere di Guanajuato furono abbandonate a causa della guerra, molti lavoratori si stabilirono a León. L'agricoltura è stata la principale attività economica fino al XVIII secolo, quando l'artigianato e le calzature iniziarono a competere con il settore primario.
Gli anni successivi alla Rivoluzione segnarono la prosperità e il progresso di León, nonché la crescita della popolazione. Lo sviluppo economico fu evidente nella straordinaria mostra industriale, agricola e zootecnica del 1923.

### Simboli

Bandiera di Leon

Lo stemma del Comune si presenta inquartato: nel primo quarto è rappresentato san Sebastiano martire, patrono della città, la cui festa si celebra il 20 gennaio, lo stesso giorno in cui León venne fondata. Nel secondo quarto un leone, simbolo di León in Spagna, da cui deriva il nome della città. Nel terzo si trovano le insegne del viceré della Nuova Spagna Martín Enríquez de Almansa, a cui si deve l'atto di fondazione di León del 1576. Nel quarto vi sono un alveare e tre api a simboleggiare l'operosità della sua popolazione. Al di sotto dello scudo, un nastro con il motto latino Labor omnia vincit ("Il lavoro vince tutto").

## Geografia fisica

### Geografia
La città si trova nella zona settentrionale dello stato di Guanajuato, a -101° 41' di longitudine ovest e 21° di latitudine nord; ad un'altitudine di 1 798 metri sul livello del mare. La superficie comunale comprende 1183,20 km², equivalenti al 3,87% della superficie totale dello stato di Guanajuato. Il comune confina a nord con San Felipe; a est con Guanajuato (città) e Silao; a sud con Silao, Romita, e San Francisco del Rincón; a ovest con Purísima del Rincón e lo stato di Jalisco.

### Clima
Il clima è temperato, semisecco, con piogge durante il periodo estivo, da maggio a ottobre, mentre la stagione secca va da novembre ad inizio maggio.
Il mese più caldo è maggio, il più freddo gennaio, la temperatura è condizionata anche dai rilievi, per il terreno irregolare della zona in cui sorge la città.
| fonte: http://www.foreca.com | Mesi | Mesi | Mesi | Mesi | Mesi | Mesi | Mesi  | Mesi | Mesi | Mesi | Mesi | Mesi | Stagioni | Stagioni | Stagioni | Stagioni | Anno  |
| fonte: http://www.foreca.com | Gen  | Feb  | Mar  | Apr  | Mag  | Giu  | Lug   | Ago  | Set  | Ott  | Nov  | Dic  | Inv      | Pri      | Est      | Aut      | Anno  |
| ---------------------------- | ---- | ---- | ---- | ---- | ---- | ---- | ----- | ---- | ---- | ---- | ---- | ---- | -------- | -------- | -------- | -------- | ----- |
| T. max. media (°C)           | 22   | 24   | 26   | 29   | 32   | 29   | 27    | 26   | 26   | 25   | 24   | 23   | 23       | 29       | 27,3     | 25       | 26,1  |
| T. min. media (°C)           | 7    | 9    | 10   | 13   | 15   | 16   | 15    | 15   | 14   | 12   | 10   | 8    | 8        | 12,7     | 15,3     | 12       | 12    |
| Precipitazioni (mm)          | 9,6  | 4,6  | 6,0  | 4,1  | 20,5 | 62,5 | 111,8 | 86,2 | 79,7 | 18,0 | 5,9  | 3,8  | 18,0     | 30,6     | 260,5    | 103,6    | 412,7 |

## Economia
Nel 2011 ha ricevuto una menzione d'onore in occasione della consegna del premio Sustainable Transport insieme a Canton, San Francisco e Zurigo. Si classifica al terzo posto in America Latina per estensione della rete di piste ciclabili.
Nel marzo 2012 ha ricevuto il premio di città "campione d'acqua", insieme a Buenos Aires, Rotterdam e Lione, assegnato al World Water Council di Marsiglia, per aver mostrato grandi progressi nell'igiene e nel riutilizzo delle risorse residue e nella cogenerazione di energia dal biogas.
Nel febbraio 2018, León è stata inserita tra le 100 città più rinnovabili del mondo, in base al risultato del Progetto di Divulgazione di Carbonio (CDP), pubblicato da Bloomberg. La città di Leon risalta perché il 76% dell'energia che si usa nella regione è rinnovabile. I risultati del CDP menzionano i seguenti dati: nella città si utilizza il 2,5% di energia solare, il 73,86% di energia geotermica e il 23,64% di gas. Un'altra particolarità è che risulta l'unica città messicana in questa lista.

## Industria calzaturiera
León è una città nota per la sua importante industria scarpiera. Secondo l'Archivio storico municipale, la fabbricazione delle prime scarpe è iniziata nel 1645; a quell'epoca i calzolai artigiani lavoravano con attrezzi rudimentali, ma già nel 1872, con l'apertura della prima fabbrica, si cominciò ad utilizzare macchinari specializzati.
Con l'inaugurazione della ferrovia, la città di Leon fu pioniera nell'esportazione di questo prodotto verso gli Stati Uniti. Dal 1920 molte delle officine si trasformarono in grandi imprese.
Attualmente l'industria calzaturiera León copre il 72% della produzione nazionale del settore.

## Amministrazione e demografia

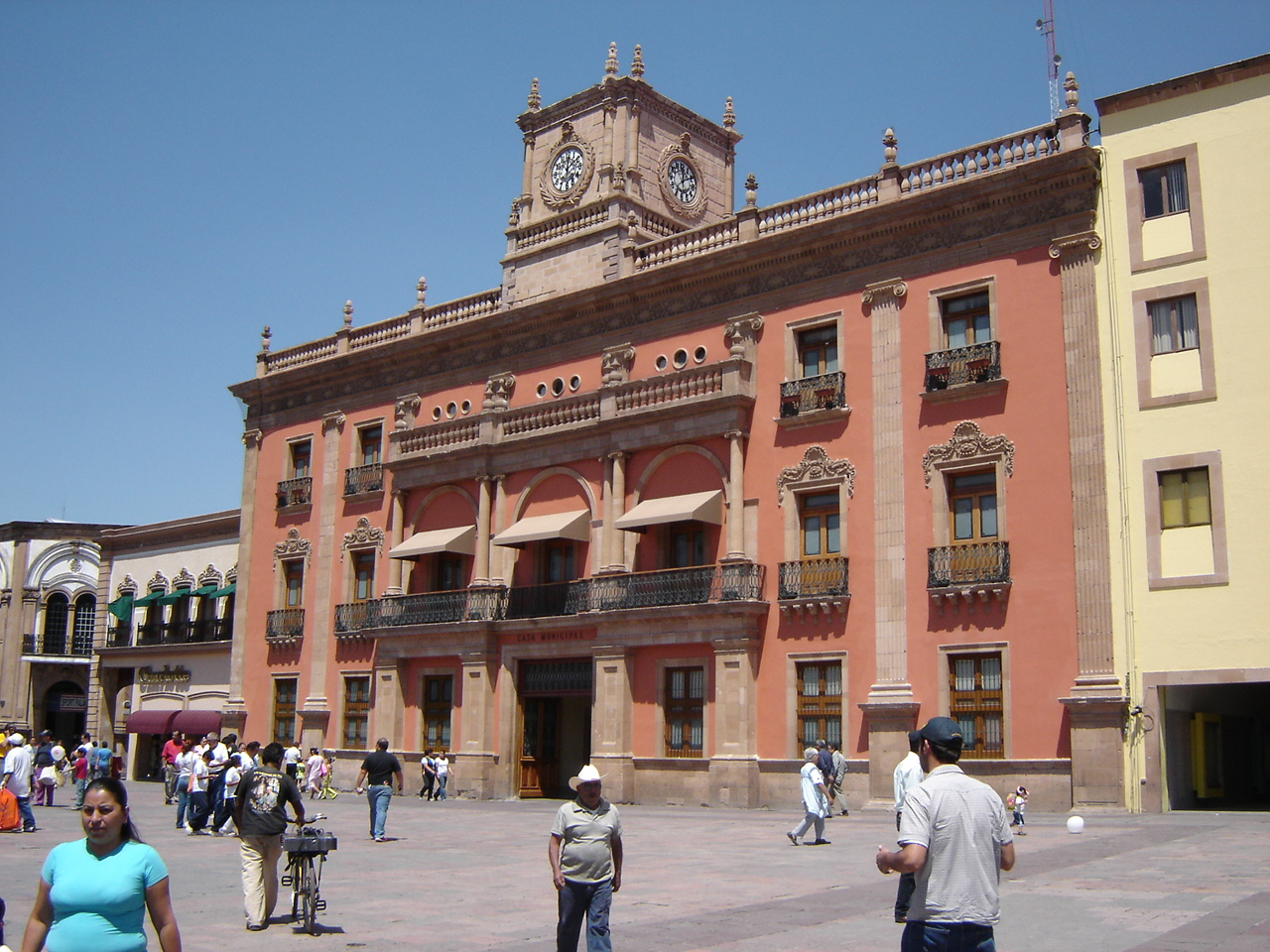
Municipio di Leon

Il Consiglio Comunale è composto dal sindaco, da due amministratori e da una giunta di dodici consiglieri, otto dei quali eletti a maggioranza relativa e quattro con sistema proporzionale. L'intero Consiglio Comunale è eletto per un mandato di tre anni, con possibilità di rielezione del sindaco per un solo mandato consecutivo. Il sindaco entra in carica il 10 ottobre dell'anno delle elezioni.
| Nome sindaco                     | Periodo   | Partito |
| -------------------------------- | --------- | ------- |
| Arturo Valdéz Sánchez            | 1969-1972 | PRI     |
| Sergio Cano Meléndez             | 1973      | PRI     |
| José Arturo Lozano Madrazo       | 1973-1976 | PRI     |
| Roberto Plascencia Saldaña       | 1976-1979 | PRI     |
| Harold Gabriel Appelt            | 1979-1982 | PRI     |
| Rodolfo Padilla Padilla          | 1982-1984 | PRI     |
| Antonio Torres Gómez             | 1984-1985 | PRI     |
| Antonio Hernández Ornelas        | 1985-1987 | PRI     |
| Arturo Villegas Torres           | 1987-1988 | PRI     |
| Carlos Medina Plascencia         | 1988-1991 | PAN     |
| Facundo Castro Chávez            | 1991      | PAN     |
| Eliseo Martínez Pérez            | 1991-1994 | PAN     |
| Luis Manuel Quirós Echegaray     | 1994-1997 | PAN     |
| Jorge Carlos Obregón Serrano     | 1997-2000 | PAN     |
| Luis Ernesto Ayala Torres        | 2000-2003 | PAN     |
| Ricardo Alaniz Posada            | 2003-2006 | PAN     |
| Vicente Guerrero Reynoso         | 2006-2009 | PAN     |
| Ricardo Sheffield Padilla        | 2009-2012 | PAN     |
| Bárbara Botello Santibáñez       | 2012-2015 | PRI     |
| Octavio Augusto Villasana Delfín | 2015      | INTERIM |
| Héctor López Santillana          | 2015-2021 | PAN     |
| Alejandra Gutiérrez Campos       | 2021-2024 | PAN     |
| Jorge Daniel Jiménez Lona        | 2024      | INTERIM |
| Alejandra Gutiérrez Campos       | 2024-2027 | PAN     |

| Anno | Abitanti  | Variazione |
| ---- | --------- | ---------- |
| 1887 | 77 018    | —          |
| 1900 | 63 263    | −17.9 %    |
| 1910 | 57 722    | −8.8 %     |
| 1921 | 53 639    | −7.1 %     |
| 1930 | 69 403    | +29.4 %    |
| 1940 | 74 155    | +6.8 %     |
| 1950 | 122 726   | +65.5 %    |
| 1960 | 209 870   | +71.0 %    |
| 1970 | 364 990   | +73.9 %    |
| 1980 | 593 002   | +62.5 %    |
| 1990 | 758 279   | +27.9 %    |
| 2000 | 1 020 818 | +34.6 %    |
| 2010 | 1 238 962 | +21.4 %    |
| 2020 | 1 579 803 | +27.5 %    |

## Festival

#### Festival internazionale dei palloncini o delle mongolfiere
La città è famosa perché sede, dal 26 febbraio 1842, dell'annuale festival internazionale della mongolfiera, (Festival Internacional del Globo), che si svolge nell'arco di quattro giorni nel mese di novembre e conta oltre 200 partecipanti e più di 500 000 spettatori. Si svolge nel parco metropolitano con la partecipazione di piloti di tutto il mondo, è il più grande del suo genere in America Latina e il terzo al mondo.

#### Campionato mondiale di rally
Il Rally del Messico è un grande evento di auto da rally. È la data del World Rally Championship (WRC) della FIA, appuntamento fisso del calendario della Coppa del mondo dak 2003 e attualmente l'unico evento WRC tenuto in Nord America.

#### Campionato mondiale di motocross
Il León MX1, che si svolge nel Parque Metropolitano della città, è una competizione di motocross regolamentata dalla Federazione Internazionale di Motociclismo (FIM) ed è la penultima data del calendario mondiale del campionato di motocross. Il campionato fu inaugurato nel 1957, dopo il campionato europeo, che aveva avuto luogo dal 1952. Inizialmente la competizione era riservata alla categoria 500 cc, ma nel 1962 fu aperta ala categoria 250 cc e nel 1975 alla categoria 125 cc.

#### Motofiesta
León è il sito del più importante evento motociclistico in America Latina, dall'ultimo giovedì di ottobre all'ultima domenica di ottobre: la Motofiesta si svolge nelle strutture di La Feria de León, con numerosi ospiti speciali e attività internazionali.
Feria Nacional del Libro
La FeNaL (Feria Nacional del Libro) di León è un luogo d'incontro per il mondo letterario e un luogo d'affari nel centro del paese. Gode del sostegno e della partecipazione di CONACULTA (Consiglio Nazionale della Cultura), CANIEM (Istituto Canino di Cultura), del Governo dello Stato, dell'Istituto Statale di Cultura, delle biblioteche pubbliche comunali e statali, tra altre aziende e istituzioni, nonché di uno degli spazi espositivi più importanti del paese, il Poliforum León.

## Porto interno (area industriale)
È un importante porto industriale e una piattaforma di esportazione globale, (Puerto Interior in spagnolo). È sorto nel 2006 per promuovere lo sviluppo dello stato di Guanajuato, con sede nella regione metropolitana di León. Attualmente ospita una delle aree industriali più importanti della regione di Bajío. L'area di Guanajuato Puerto Interior comprende anche un parco industriale e commerciale in via di sviluppo. Questa zona è progettata per ospitare aziende commerciali e servizi complementari alle attività logistiche e produttive che si stanno stabilendo a Guanajuato Puerto Interior. Alcuni usi previsti per quest'area sono business hotel, servizi bancari e finanziari, servizi alimentari e di convenienza, servizi di trasporto e logistica e uffici per vari usi. Si trova nella zona strategica della ZML, tra León e Silao, molto vicino alla fabbrica automobilistica General Motors.
Dieci anni dopo la sua attuazione, Guanajuato Puerto Interior (GPI) si è posizionata come il motore dello sviluppo statale e il più importante complesso logistico non solo in Messico ma anche in America Latina.
Tra le aziende che sono state aggiunte a quest'area ci sono produttori di livello mondiale, come:
- Pirelli
- Volkswagen
- AAM - American Axle Manufacturing
- Tigerpoly
- Hino Motors (Toyota branch)
- Dispensazione Guala
- Mailhot
- Teco Westinghouse
- Samot
- Più morbido
- Sovere
- Alluminio Hiroshima
- Nestlé
- Azienda Macauto Automobile
- Hal alluminio
- Asahi Aluminium Mexico
- Nivea
- Imballaggio Bio Pappel
- SkyPlus
- ITT Motion Technologies
- Michelin

Strategicamente situato vicino agli stati di Aguascalientes, San Luis Potosí e Querétaro; Nel raggio di 160 km, le case automobilistiche sono: Mazda, Toyota, Honda, GM, VW, Nissan e BMW, rendendolo il più grande gruppo automobilistico in America.
- Zona franca (area fiscale strategica)

Nel territorio di questo parco industriale, i prodotti al di fuori del Messico vengono introdotti, fabbricati, immagazzinati e spediti senza il pagamento di tasse sul commercio estero e IVA, a condizione che ritornino all'estero.
- Centro servizi comunitari

Questo centro è stato progettato per servire le aziende situate a Guanajuato Puerto Interior e i loro dipendenti. Contiene un asilo nido, una caserma dei pompieri e un centro sanitario con aree per cure mediche e pronto soccorso. Queste strutture sono incluse in un parco ricreativo e sportivo.

## Monumenti e luoghi d'interesse

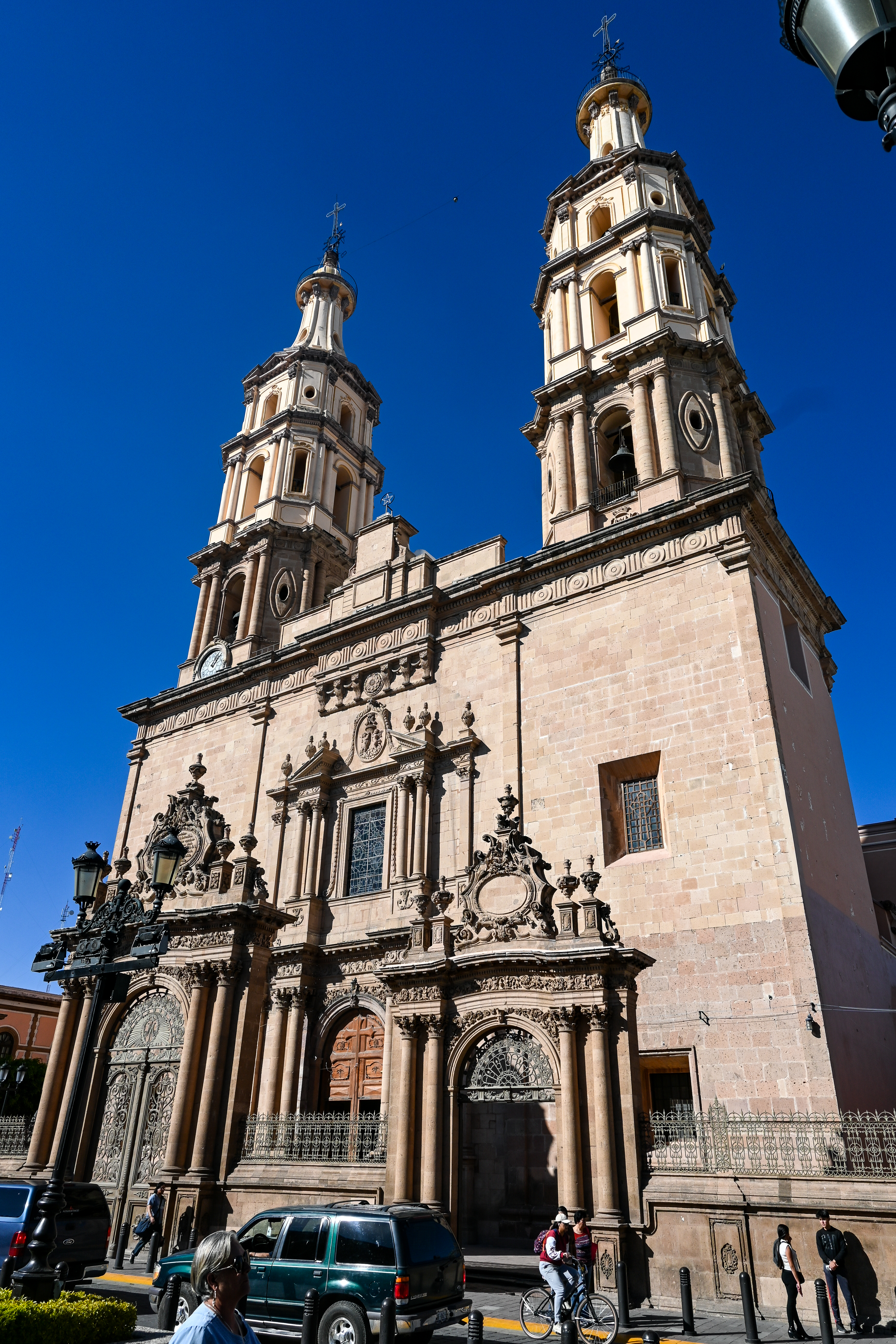
Catedral Basílica di León

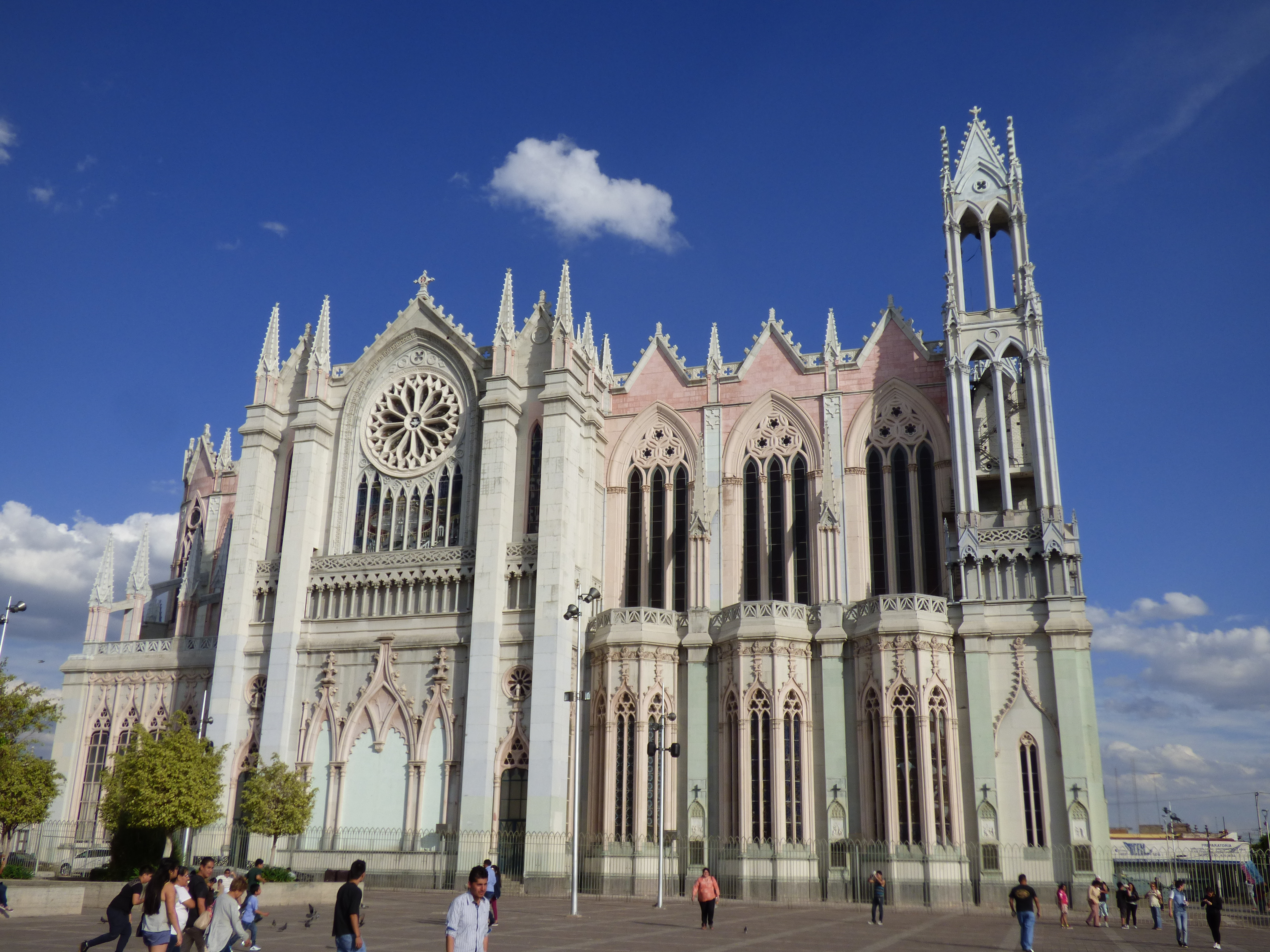
Templo Expiatorio di León

Il Centro Storico di León è molto ben conservato e presenta un serie di edifici storici di epoca coloniale, le strade centrali e le principali piazze sono pedonalizzate e i mezzi pubblici non passano per il centro ma vi girano attorno.
- La piazza principale, detta Zócalo, si distingue per le arcate antiche e per la fontana dei leoni, (la Fuente de los Leones, simbolo della città) al centro.

- Nella Piazza Papa Benedetto XVI si trova la cattedrale barocca, (Catedral Basílica Metropolitana) del XVIII secolo.
- Del Palacio Municipal è notevole la facciata riccamente decorata, posizionato su un lato dello Zocalo, di fronte alla fontana dei leoni.
- La Chiesa del castigo neogotica, costruita nel XX secolo, ha più di venti altari e numerose cripte, che servirono da nascondiglio durante la guerra di Cristero, tra il 1926 e il 1929.

- Templo Expiatorio: La costruzione iniziò nel 1921 su iniziativa di Bernardo Chávez e fu completata il 18 settembre 2009.
- Arco de La Calzada: L'arco originale venne costruito nel 1883 dall'ingegnere civile Pedro Tejada León in legno e ricoperto di intonaco per commemorare l'83° anniversario dell'indipendenza del Messico.
- Puente del Amor: Il Puente Prolongación Calzada ma noto come Ponte dell'Amore, è stato inaugurato nel 2012, in occasione di San Valentino.
- Panteón taurino: venne fondato nel 1931.
- Mercado Aldama: principale mercato pubblico della città, fondato nel 1884, successivamente ampliato.
- Teatro Manuel Doblado: principale teatro pubblico della città.
- Il Descargue Estrella è il maggior mercato pubblico di frutta e verdura della città.
- La Casa de la Cultura Diego Rivera è un centro comunale culturale, l'edificio è in stile coloniale.
- Parroquia del Sagrario: una delle chiese più antiche di León
- Arco de La Calzada: Questo arco, originariamente segnava la fine della città, fu eretto su un terreno donato da Francisco Lozornio, un imprenditore di León. L'attuale statua del leone è in bronzo ed è il simbolo più importante della città.

## Sport
Ha sede in città il Club León, squadra di calcio fondata nel 1944 e laureatasi campione nazionale per 8 volte, il che ne fa la quinta squadra con più titoli nel paese.
La città ha anche una squadra di pallacanestro che milita nella massima serie nazionale, Las Abejas de León, e una di baseball, Los Bravos de León.

## Società

### Religione
Guanajuato è lo stato con il maggior numero di cattolici nel paese con il 94%.

## Gemellaggi
- Fermo
- San Diego
- Las Vegas
- Cangas de Onís
- León
- Novo Hamburgo
- Odessa
- Bogotà

## Trasporti

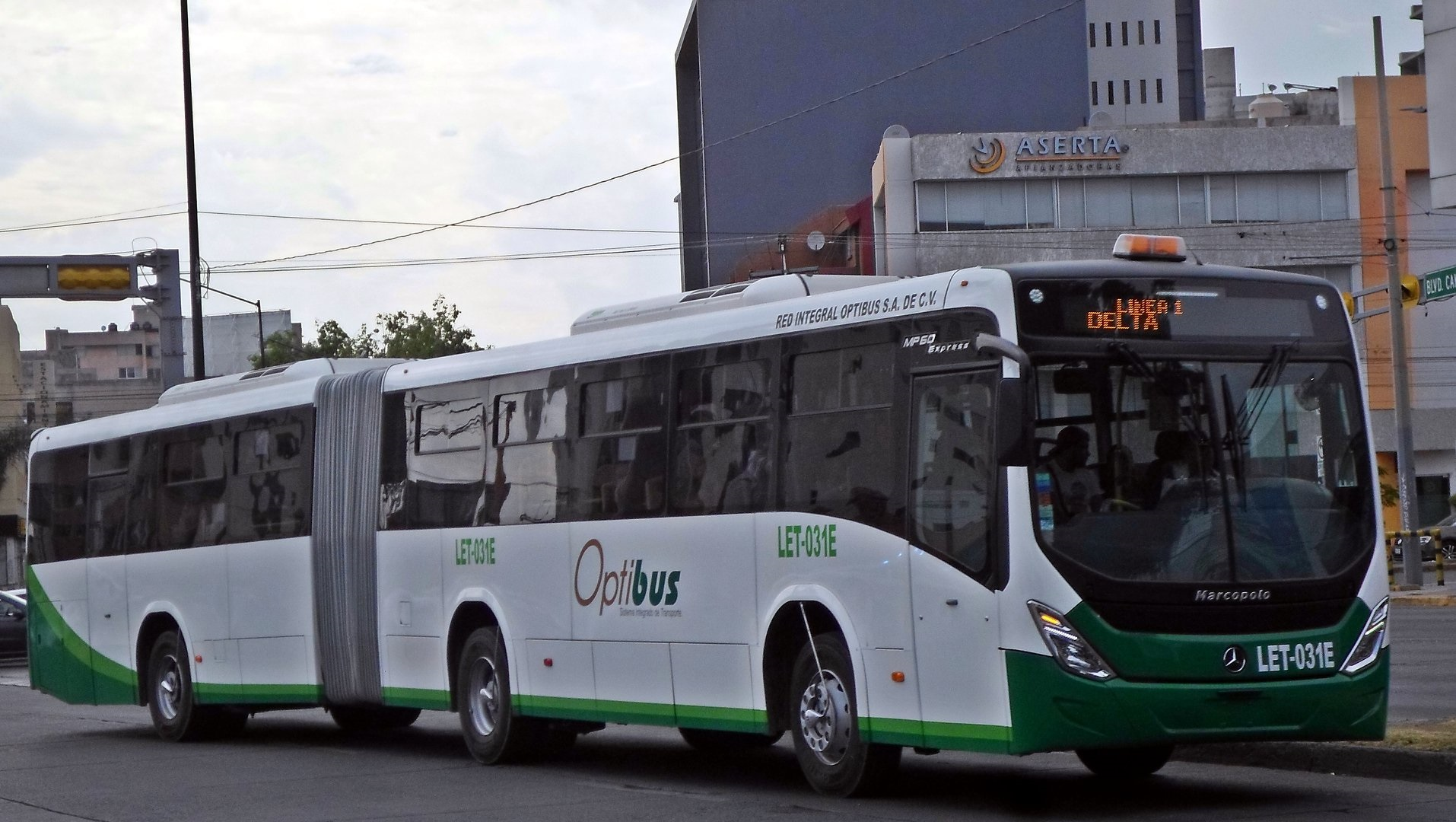
Optibús della Linea1

Autobus Urbani: León ha una buona rete di trasporti pubblici urbani, il sistema denominato "Optibús" è simile al Metrobús di Città del Messico e al Transmilenio di Bogotà; inaugurato il 28 settembre 2003 è stato il primo sistema di trasporto urbano di questo tipo in Messico, attualmente conta con 10 linee che percorrono alcuni dei principali viali della città:
- L1 San Jerónimo - Delta via Central Camionera
- L2 San Jerónimo - Delta via Centro Ciudadano
- L3 San Juan Bosco - San Jerónimo
- L4 San Juan Bosco - Delta
- L5 San Juan Bosco - Santa Rita
- L6 Maravillas - Timoteo Lozano via Blvd. Francisco Villa
- L7 Maravillas - Timoteo Lozano via Av. Miguel Alemán
- L8 Maravillas - Timoteo Lozano via Blvd. Hermanos Aldama
- L9 Portales de la Arboleda - Zona Centro
- L10 Col. Real del Castillo - Zona Centro

Oltre all'Optibús vi sono altre 140 linee di autobus che percorrono altre strade della città e in alcuni casi, con autobus parzialmente modificati, si collegano con l'Optibús.
Autobus extra-urbani: León ha un terminal degli autobus a lunga percorrenza a pochi chilometri dal centro città con una fermata dell'Optibús nelle vicinanze, vi sono autobus sia di prima, che di seconda classe per: Città del Messico, Auascalientes, Celaya, Encarnacion de Diaz, Fresnillo, Torreon, Zacatecas, Salamanca, Queretaro, San Juan del Rio, Guadalajara e Ciudad Juarez.

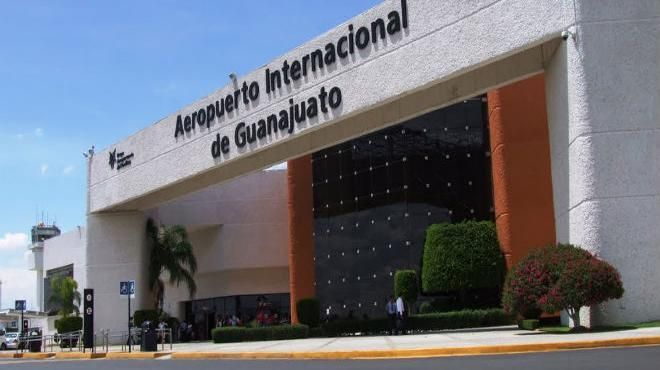
Terminal Aeroporto di León-Guanajuato

Aereo: L'Aeroporto Internazionale di Guanajuato (codice IATA: BJX, codice ICAO: MMLO) è l'aeroporto più vicino alla città, inaugurato nel 1991, in sostituzione del precedente Aeroporto di León. Gestisce il traffico aereo nazionale per il Messico e internazionale per gli Stati Uniti, serve l'area metropolitana denominata León-Bajio, opera circa 190 voli settimanali, si trova nel comune limitrofo di Silao de la Victoria.

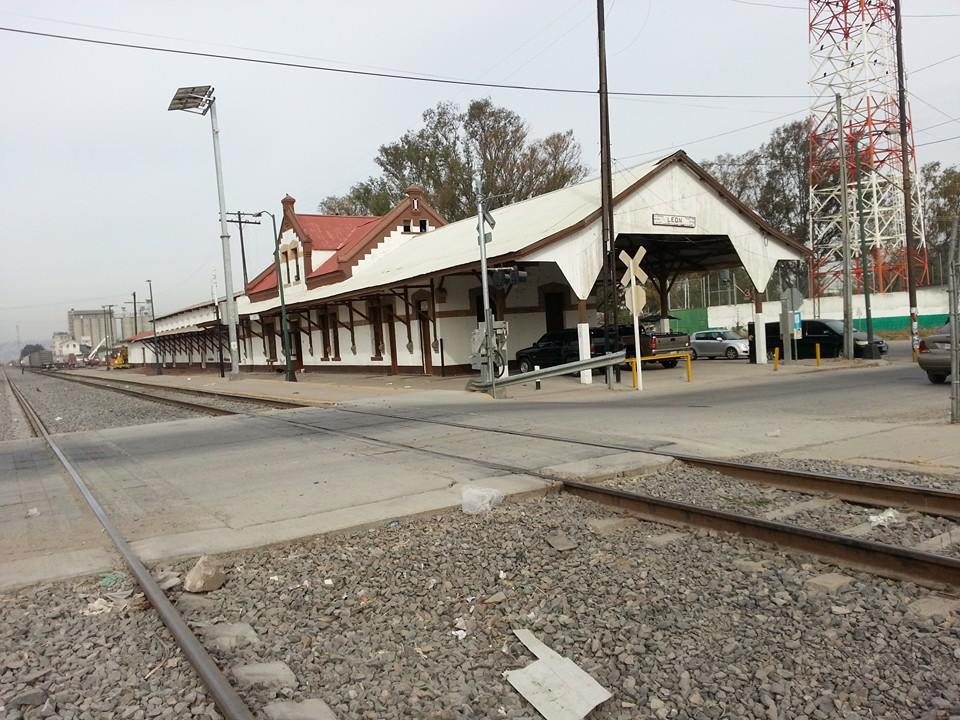
Stazione ferroviaria di León

Treno: León è stata la prima destinazione del Ferrocarril Central Mexicano, (Città del Messico-Ciudad Juarez), dal 1882 ha una stazione ferroviaria a sud della città, con una fermata dell'Optibús nelle vicinanze è collegata tramite ferrovia ad Aguascalientes, Torreón, Guadalajara, Ciudad Juárez e Città del Messico. La linea ferroviaria è gestita da Ferromex, dal 1999 non vi sono più treni passeggeri ma solo merci.
Autostrade e strade federali: Essendo un centro industriale, León ha un rete stradale che la circonda e la collega in maniera diretta al resto del paese:
- Carretera León-Silao-Irapuato-Queretaro-Città del Messico (MEX45, gratuita fino a Palmillas)
- Autopista León-Lagos de Moreno-Aguascalientes (MEX45D, a pedaggio)
- Autopista León-Salamanca-Morelia-Ixtapa (MEX43D, a pedaggio)
- Carretera León-Lagos de Moreno (MEX45, gratuita)
- Carretera León-Cuerámaro (gratuita)
- Carretera León-San Felipe (GTO87, gratuita)
- Carretera León-San Francisco del Rincón (gratuita)
- Carretera León-Guanajuato-San Miguel de Allende MEX67, gratuita)

Piste ciclabili: León ha la rete di piste ciclabili più importante del Messico, secondo gli studi dell'Istituto per le politiche dei trasporti e dello sviluppo (in spagnolo Instituto de Transporte y Políticas de Desarrollo ITDP), si colloca al quarto posto in America Latina per la rete di piste ciclabili, con circa 240km. Uno studio preparato dall'Osservatorio della mobilità urbana per questa regione del continente ha posizionato la città solo dietro Bogotà, in Colombia, Curitiba in Brasile ed è la seconda città in Messico dopo Città del Messico.